# Langue des signes néerlandaise
La langue des signes néerlandaise (en néerlandais : Nederlandse Gebarentaal, NGT) est une langue des signes utilisée par les personnes sourdes et leurs proches aux Pays-Bas, elle est différente de la langue des signes flamande utilisée en Belgique.

## Histoire
Les premières écoles pour enfants sourds ouvrent leurs portes en 1790. À partir de 1880, la méthode orale s'impose dans l'enseignement, à la suite des conclusions du Congrès de Milan, mais la NGT continue d'être utilisée dans les écoles pour sourds d'Amsterdam, Rotterdam, Groningue, Voorburg et Saint-Michel-Gestel où il se forme pour chacune une variété de la langue. En 1981 débute un travail de recherche sur le terrain qui aboutit en 1986 à la parution du premier dictionnaire de la NGT ; il comprend plus de quinze mille signes.

## Caractéristiques
La NGT s'est développée à partir de la langue des signes française.
Il existe sept variétés de la NGT : six variantes régionales (cinq associées à cinq écoles pour sourds et une avec l'unique maison de retraite pour personnes âgées sourdes) et une variété standardisée.

## Utilisation
L'enseignement dispensé aux enfants sourds est bilingue : la première langue d'apprentissage est la langue des signes ; le néerlandais, quant à lui, est enseigné comme une seconde langue.
Il existe des organisations régionales et nationales (Dovenschap (nl)) pour les sourds ainsi que des cours pour les parents d'enfants sourds, les enseignants des écoles de sourds, etc. Une organisation pour les enseignants de NGT et une autre pour les interprètes (l'Association néerlandaise des interprètes en langue des signes, en néerlandais : Nederlandse Beroepsvereniging Tolken Gebarentaal, NBTG) offrent une formation officielle de niveau universitaire. Un centre pour la langue des signes (Nederlands Gebarencentrum) élabore du matériel pédagogique et étudie la lexicographie de cette langue des signes. Des recherches sont effectuées à l'Université d'Amsterdam et à l'Université Radboud de Nimègue.
Bien que la NGT soit recommandée pour une reconnaissance officielle par un comité spécial, le gouvernement néerlandais n'a pas reconnu la langue,. Le principal obstacle vient sans doute du fait que la constitution néerlandaise ne reconnaît pas le néerlandais et qui n'est pas non plus facile d'amender cette constitution.

## Filmographie
170 Hz (nl), un drame romantique sorti le 1er mars 2012 aux Pays-Bas, est le premier long-métrage de Joost van Ginkel en tant que scénariste et réalisateur. Tout le film est en langue des signes et est sous-titré en néerlandais. Il raconte l'histoire d'Evy et de Mick, deux jeunes sourds qui s’aiment malgré leur handicap commun et les problèmes qu'ils rencontrent dans leur vie familiale et sociale. Ils vont décider de s’isoler dans un vieux sous-marin abandonné situé dans une portion désaffectée du port d'Amsterdam.